# Milan Hrabal

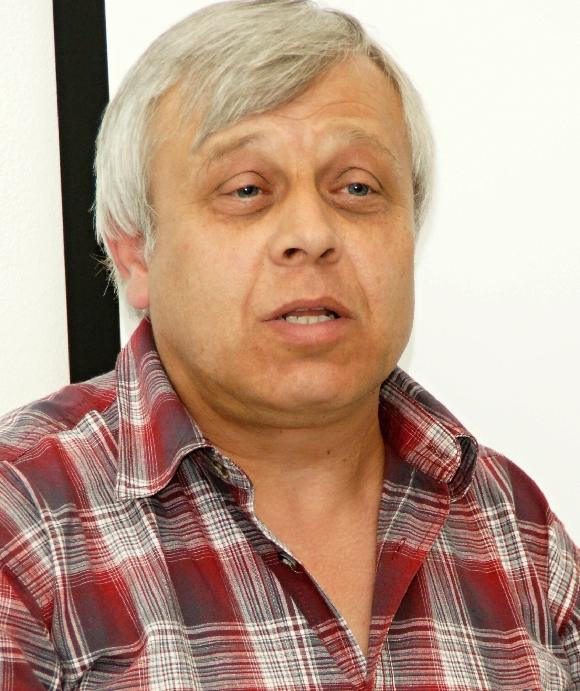
Milan Hrabal

Milan Hrabal (* 10. Januar 1954 in Varnsdorf) ist ein tschechischer Autor.

## Leben
Nach dem Abitur an der Schule für Ökonomie in Česká Lípa war er als Ökonom tätig, später als Leiter der Schul- und Kulturabteilung des Stadtamtes in Varnsdorf. Seit 2007 arbeitet er in der Musikabteilung der Stadtbibliothek Varnsdorf. Er war u. a. auch als Leiter des Poetikstudios „Doteky“ (Berührungen) tätig. In den Jahren 1990–2003 war er Redakteur und arbeitete auch für die Literaturzeitschrift „Psí víno“ (Hundewein). Er organisiert literarische Wettbewerbe für Kinder und Erwachsene in Varnsdorf. Milan Hrabal ist Mitglied in mehreren literarischen Vereinigungen, u. a. im P.E.N.-Zentrum Tschechien und im Tschechischen Schriftstellerverband.
Hrabal schreibt Lyrik und Prosa, ist auch Nachdichter, vor allem aus dem Sorbischen. Er hat auch mehrere Anthologien herausgegeben, darunter eine mit dem Titel „Jazyk, jímž porozumíš větru“ (Die Sprache, mit der du den Wind verstehst), mit Poesie aus dem Sorbischen, wo er zugleich Nachdichter war. 
Bisher hat er als Herausgeber über 60 Publikationen veröffentlicht. Er hat elf Lyrikbände geschrieben, einen Sammelband mit Erzählungen und ein Kinderbuch. Im Jahr 1981 erschien sein Debütband „Sólo větru“ (Solo für den Wind) im Nordtschechischen Verlag Ústí nad Labem. Sein bislang letztes lyrisches Werk, der Poesie-Zyklus „Cestou víry a bolesti“ (Auf dem Weg des Schmerzes und Glaubens), wurde in einige Sprachen übersetzt, u. a. in die sorbische, deutsche und englische Sprache. Hrabal gehört zur Orpheus-Autorengruppe und war Teilnehmer an den Niederneißischen Literaturtagen in Zgorzelec.

## Werke
- Hanka Krawcec. Výtvarné dílo = tvorjace wuměłstwo. Městská knihovna, Varnsdorf 2011. ISBN 978-80-86409-29-0.
- Hanka Krawcec. Kruh přátel muzea, Varnsdorf 2001. ISBN 80-238-7019-X.
- Hanka Krawcec. Okresní Muzeum, Děčin 1996.